# Felföldi Édességgyártó Kft.
A Felföldi Édességgyártó Kft. egy 2006-ban Debrecenben alakult élelmiszeripari vállalkozás.

## Cégtörténet
A cégtulajdonos Felföldi József 1986-ban kezdett vállalkozásba, amikor egyik elhunyt barátjának családjától egy eredetileg cukorka korpusz készítésére alkalmas rézüstöt vásárolt.  Felföldi kísérletezni kezdett, így jutott a vállalkozó az édességgyártáshoz. Eleinte azonban nyomdai anyagok gyártásával és forgalmazásával foglalkozott, majd kozmetikai szereket állított elő manufaktúrájában. Ezeket Debrecen közismert épületében, a Aranybika szállodában értékesítette. 1991-ben  fürdőszoba-, lakásfelszerelési cikkek, édességek, képeslapok, fotóalbumok, egyéb papíripari termékek, cukrászipari kellékek, éttermek, szállodák számára alkalmas dekorációs termékek forgalmazásával foglalkoztak. Az 1995-ben kifejlesztett, cukorkadrazsé felhasználásával készült szívószál a cég legsikeresebb terméke. 1998-ban már Felföldi Potpurri Kft.-ként, kozmetikai, vegyi áru, ajándéktárgyak, potpourrik és légfrissítők forgalmazása is a cég profiljába tartozott. A kizárólag édességgyártásra fókuszáló céget 2006. március 16-án jegyezték be. 2010-ben Európai Uniós támogatással egy új raktárépületet is megnyitottak

## A Felföldi Édességgyártó Kft. számokban
A Felföldi Édességgyártó Kft. magyar tulajdonban lévő, magyar székhellyel és telephellyel működő vállalkozás. A kezdetben családi vállalkozásból 2018-ra 205 alkalmazottat foglalkoztató középvállalat vált. Az édességgyár minden egyes terméke a debreceni telephely 1200 négyzetmétert meghaladó gyárterületén készül, melyeket a világ több, mint 40 országában forgalmaznak. A Felföldi Édességgyártó Kft. termékei különösen népszerűek Nagy-Britanniában, Németországban, Hollandiában, Franciaországban, Svájcban, Ausztriában, Svédországban, Norvégiában, Spanyolországban, Kanadában, az Egyesült Államokban, Japánban, Koreában, Ausztráliában, Oroszországban, Azerbajdzsánban, Litvániábanés Irakban. A cég 2017. évi árbevétele elérte a 11,8 millió eurót. Felföldi gyermeke, Felföldi Roland is a vállalkozásban dolgozott, 2016 és 2022 között volt ügyvezető igazgatója a kft-nek.

## Felföldi termékek
A vállalkozás termékei szerteágazóak, de általában olyan ötletes, vagy bizarr, a gyermeki fantáziát megmozgató tárgyak, jelenségek, állatok, növények, melyek az életben is előfordulnak. Ilyenek például a sprayből kinyomható cukor, az édes művér, ehető földigiliszta, fülzsír színű és állagú szirup, cukorból készült szívószál stb. A termékek jellemzően folyékony és félszilárd (gél) édességek, nyalókák, tablettázott termékek, rágócukorkák, süteményalapok, drazsírozott édességek és snack-ek. A termékeket magyarországi üzletláncok (pl. a Tesco, Spar, Lidl, Aldi, Penny Market) is forgalmazzák, de a nagyobb disztribútor (Unilever) is értékesíti világszerte.

## Főbb termékcsoportok
- Quick Milk varázsszívószálak - cukordrazséval töltött szívószálak
- Classic Kitchen süteményalapok
- Let's Cheese sajt snack
- Tortadekorációs eszközök - ehető gyertyák, tortaírók
- Innovatív édességek